# Old Fredrikstad Stadion
El Old Fredrikstad Stadion era un estadio de fútbol ubicado en la ciudad de Fredrikstad en Noruega.

## Historia
Fue inaugurado en 1914 con el nombre Fredrikstad Idræts- og Fotbaldplads y era la sede del Fredrikstad FK. La capacidad del estadio era de aproximadamente 10,500 espectadores, pero la asistencia récord fue de 15,000, además fue la sede de dos ediciones del Campeonato Nacional de Atletismo de Noruega en 1915 y 1921.
La selección nacional sub-21 utilizó el estadio en la victoria por 1–0 ante Islandia el 30 de mayo de 1978, en la derrota por 2–3 ante Gales el 20 de septiembre de 1983 y en la victoria por 1–0 ante Países Bajos el 22 de septiembre de 1992.
También fue la sede de la final de la Copa de Noruega en 1925 en la que el Brann venció 3–0 al Sarpsborg. El estadio fue demolido para construir oficinas en el invierno de la temporada 2011/2012.